# Powerful (motorfiets)
Powerful is een historisch merk van motorfietsen. De bedrijfsnaam was H.W. Clark & Co., Coventry.
Powerful was een Brits merk dat in 1903 werd opgericht en Franse 2¼ pk Buchet- en Engelse MMC-motoren inbouwde. Die MMC-motoren waren eigenlijk ook Frans, want het waren De Dion-Bouton motoren die door MMC in Coventry in licentie werden geproduceerd.
Voor 1910 werd het merk stopgezet.